# Unicredit Leasing
Die Unicredit Leasing GmbH wurde 1963 als Hanseatische Industriemaschinenvermietung GmbH gegründet und hat seither ihren Sitz in Hamburg. Sie ist eine herstellerunabhängige Mobilien-Leasinggesellschaft und eine hundertprozentige Tochter der Unicredit Bank. Als Teil des Unicredit Konzerns gehört sie zum Leasingnetzwerk, das 17 Länder umfasst. Die Unicredit Leasing gehört zu den führenden Leasinggesellschaften Europas.
Neben Leasing und Mietkauf können auch Investitionsfinanzierungen über die Tochtergesellschaft Unicredit Leasing Finance GmbH angeboten werden. Weitere Tochtergesellschaften sind die Unicredit Leasing Aviation GmbH sowie die Mobility Concept GmbH.
Die Unicredit Leasing GmbH ist Mitglied im Bundesverband Deutscher Leasing-Unternehmen.

## Geschichte
Die Gründung des Unternehmens erfolgte 1964 mit einem Gründungskapital von 30.000 DM als Hanseatische Industriemaschinenvermietung GmbH in Hamburg. 1966 wurde sie in Hanseatische Leasing GmbH umbenannt. Zunächst wurde insbesondere das Industriemaschinen-Leasing verfolgt. In den Jahren nach der Gründung wurde das Unternehmen ausgeweitet. Es kamen Niederlassungen hinzu: Zuerst im Süden Deutschlands, nach 1990 auch in Berlin, Dresden und Erfurt. Heute hat die Unicredit Leasing GmbH elf Standorte in ganz Deutschland.
Die Hanseatische Leasing GmbH wurde 2001 in HVB Leasing GmbH umfirmiert. Nach der Fusion der Gesellschafterin, der heutigen UniCredit Bank AG, mit der Unicredit Group im Jahr 2005, wurde im Oktober 2009 ein Rebranding von HVB Leasing GmbH auf Unicredit Leasing GmbH vorgenommen.
Die Gesellschaft wurde am 13. Mai 2025 im Handelsregister gelöscht.

## Produkte
Die Unicredit Leasing GmbH bietet sowohl klassische Leasinggeschäfte als auch die Erarbeitung von Konzepten für strukturierte Geschäftsmodelle an. Ergänzt wird diese Produktpalette durch Finanzierungsmodelle ihrer Tochtergesellschaften.
Das Objektportfolio der Unicredit Leasing umfasst Maschinen und Anlagen, PKW, Nutzfahrzeuge, EDV und weitere Mobilien. Außerdem bietet sie für Hersteller und Händler Absatzfinanzierungen an.